# Melanichneumon harlingi
Melanichneumon harlingi là một loài tò vò trong họ Ichneumonidae.